# Théophile de Lantsheere

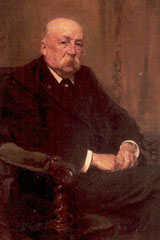
Théophile de Lantsheere

Théophile Charles André de Lantsheere (Asse, 4 november 1833 - Brussel, 21 februari 1918) was een Belgisch politicus voor de Katholieke Partij.

## Biografie

### Familie
De Lantsheere was een zoon van de arts Joseph de Lantsheere (1797-1886), schepen van Asse, en Marie Charlotte de Bolster (1805-1894). Hij trouwde in 1860 met Léonie Beeckman de Crayloo (1836-1918). Ze kregen twee zoons en twee dochters.
- Nathalie de Lantsheere (1861-1932), augustines in het Engels Klooster in Brugge.
- Léon de Lantsheere (1862-1912), hoogleraar aan de Katholieke Universiteit Leuven, provincieraadslid van Brabant, volksvertegenwoordiger en minister van Justitie, trouwde in 1895 in Brussel met Marguerite Kerckx (1865-1951), kleindochter van Adolphe Bosquet. Ze kregen drie zoons en twee dochters. Ze waren de schoonouders van burggraaf Raoul Hayoit de Termicourt, procureur-generaal bij het Hof van Cassatie.
- Alice de Lantsheere (1864-1944), trouwde met Louis Vergote (1861-1907), notaris. Ze kregen twee zoons en drie dochters.
- Auguste de Lantsheere (1870-1932), diplomaat en burgemeester van Meldert, trouwde in 1893 in Brussel met Jeanne Baeyens (1872-1959), dochter van baron Ferdinand Baeyens, gouverneur van de Société générale de Belgique. Ze kregen vier dochters.

In 1913 werd hij in de erfelijke adel opgenomen met de bij eerstgeboorte overdraagbare titel van burggraaf. Bij zijn dood ging de titel over op zijn kleinzoon, Théophile de Lantsheere (1897-1958), aangezien zijn oudste zoon Léon toen al overleden was.
De familie is in 1974 in de mannelijke tak van naamdragers uitgestorven en beperkte zich na dat jaar tot twee vrouwelijke naamdragers.

### Levensloop
De Lantsheere deed middelbare studies aan het Klein Seminarie in Mechelen en het Sint-Jozefscollege in Aalst. Hij promoveerde tot doctor in de rechten (1857) en doctor in de politieke en administratieve wetenschappen (1858) aan de Katholieke Universiteit Leuven. Hij vestigde zich als advocaat in Brussel (1858-1905) en was vele jaren de juridische raadgever van de families Arenberg en de Ligne. Hij was stafhouder in 1887-1888.

### Politiek
De Lantsheere heeft vooral bekendheid gekregen door zijn politieke loopbaan. Van 1860 tot 1871 was hij provincieraadslid van Brabant.
In 1872 werd hij verkozen tot katholiek volksvertegenwoordiger voor het arrondissement Diksmuide, een mandaat dat hij tot in 1900 vervulde. In 1884 werd hij ondervoorzitter van de Kamer en van 1884 tot 1895 was hij voorzitter. Hij trad af als Kamervoorzitter omdat hij niet gesteund werd door de katholieke meerderheid bij het tot de orde roepen van partijgenoot Eeman.
Vervolgens was hij van 1900 tot 1905 provinciaal senator voor West-Vlaanderen.
Nog voor hij in het parlement zetelde werd hij in december 1871 minister van Justitie in de homogene katholieke regering-de Theux-Malou en hield deze functie de hele duur van dit kabinet, tot in 1878. Hij lag aan de basis van heel wat wijzigingen in de wetgeving.
In 1890 werd hij benoemd tot minister van Staat.

### Nationale Bank
Na zijn politieke loopbaan werd de Lantsheere opgenomen in het bestuur van de Nationale Bank van België, als:
- directeur (bestuurder) van 1890 tot 1899,
- vicegouverneur van 1899 tot 1905,
- gouverneur van 1905 tot 1914, formeel tot 1918.

Tijdens de Eerste Wereldoorlog diende hij zich fel te verzetten tegen de bezetter, die hem trouwens uit zijn ambt verwijderde. Hij overleed enkele maanden voor de overwinning.

### Bestuurder van vennootschappen
De Lantsheere aanvaardde belangrijke beheerderschappen, onder meer:
- Verzekeringen AG tegen brand,
- Elektriciteitsmaatschappij Thomson-Houston,
- Belgisch-Amerikaanse Hypotheekmaatschappij,
- Algemene Spaar- en Lijfrentekas,
- Verzekeringen AG - Leven.

### Congo
Goede betrekkingen met koning Leopold II brachten mee dat de Lantsheere ook toetrad tot allerhande met Belgisch-Congo verbonden instanties:
- Lid van de Hoge Raad voor Congo,
- lid van de Hoge Raad bij het ministerie van Kolonies,
- lid van de Commissie van de XXI voor het onderzoek van de overdracht van Congo aan België,
- comitélid van het Fonds voor amortissement van de Congolese lotenlening.

### Varia
De Lantsheere was ook nog terug te vinden als:
- voorzitter van de Permanente commissie voor het onderzoek van problemen in het internationaal privaatrecht,
- lid van de onderzoekscommissie naar de militaire toestand van het land,
- bestuurder van het Carnegie Hero Fund,
- lid van de Commissie voor de herziening van het Burgerlijk Wetboek.

## Publicatie
- Le dossier d'un Brigand, Brussel, 1898.